# Puʻu Kamoamoa
Ne pas confondre avec le Kamoamoa ou avec la portion du rivage hawaïen également appelée Kamoamoa.
Le Puʻu Kamoamoa était un petit cône volcanique des États-Unis situé à Hawaï, sur les flancs du Kīlauea. Il a été entièrement recouvert par les laves émises par le Puʻu ʻŌʻō à partir de 1983 et se trouve actuellement sous la partie ouest de ce cône volcanique.

## Toponymie
Le Puʻu Kamoamoa tire son nom du terme hawaïen Puʻu qui désigne une colline et Kamoamoa qui désigne la région située à l'est du cratère Nāpau. Ce toponyme a été validé le 4 août 1966 pour cette colline qui jusqu'alors ne disposais d'aucun nom.

## Géographie

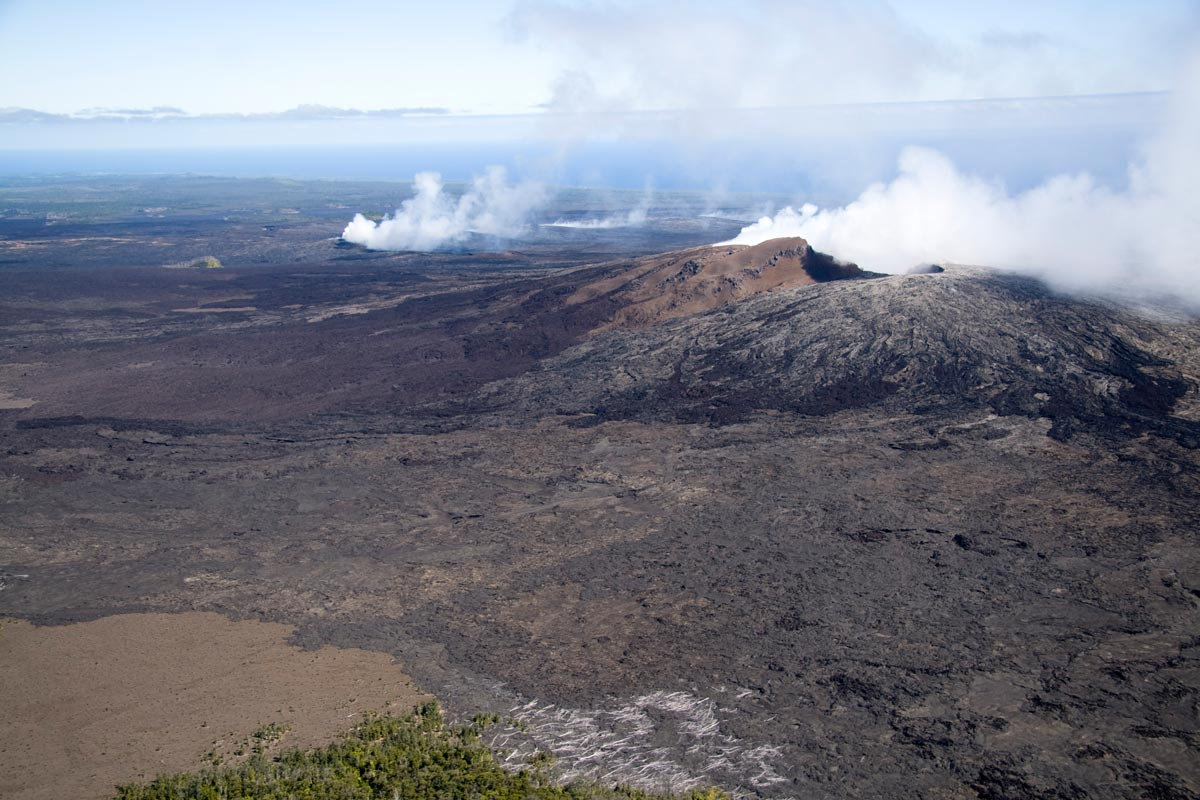
Vue aérienne du Puʻu ʻŌʻō en 2010 avec l'emplacement du Puʻu Kamoamoa sous le flanc du cône à droite.

Le Puʻu Kamoamoa se trouvait aux États-Unis, dans le Sud-Est de l'archipel, de l'île et de l'État d'Hawaï, dans le parc national des volcans d'Hawaï. Administrativement, il faisait partie du district de Puna du comté d'Hawaï. Il était entouré par les cratères Nāpau et Puaʻialua au sud-ouest tandis qu'au nord, à l'est et sud s'étendaient les pentes du Kīlauea. Ce petit cône volcanique, constitué de trois pics délimitant un petit cratère, culminait à 624 mètres d'altitude, soit environ 25 mètres au-dessus de la forêt environnante.
Actuellement, il est entièrement recouvert par les coulées de lave du Puʻu ʻŌʻō émises depuis son cratère situé à l'est.

## Histoire
Les dates de formation et de dernière éruption du Puʻu Kamoamoa sont inconnues.
Le 3 janvier 1983, le Puʻu ʻŌʻō entre en éruption par l'ouverture d'une fissure volcanique à proximité immédiate à l'est du Puʻu Kamoamoa,. Pendant plusieurs années, un cône volcanique va se construire qui va progressivement noyer sous des coulées de lave les environs dont le Puʻu Kamoamoa.